# Ostfriesland (schip, 1985)
De Ostfriesland is een veerboot van rederij AG Ems, die tussen de Emden en Borkum ingezet wordt. Soms wordt het schip ook ingezet op de route van Borkum naar de Eemshaven. Het schip wordt gebruikt voor passagiers, goederen en voertuigen.
De Ostfriesland werd gebouwd onder het bouwnummer 186 in de Jansen-Werft in Leer. Het schip was het eerste Duitse schip dat voer op Lng, nadat het in 2014 was omgebouwd. De kiellegging vond plaats op 22 december 1983 en de scheepsdoop op 12 januari 1985. In april 1985 werd het schip door AG Ems in gebruik genomen. Oorspronkelijk had het schip twee dieselmotoren met elk een vermogen van 1.000 kW, maar deze werden in 2014 vervangen door twee mengselmotoren van Wärtsilä. Het zusterschip van de Ostfriesland is de Münsterland.
Tussen 1960 en 1969 en tussen 1970 en 1981 voer er een ander schip onder dezelfde naam op deze route.

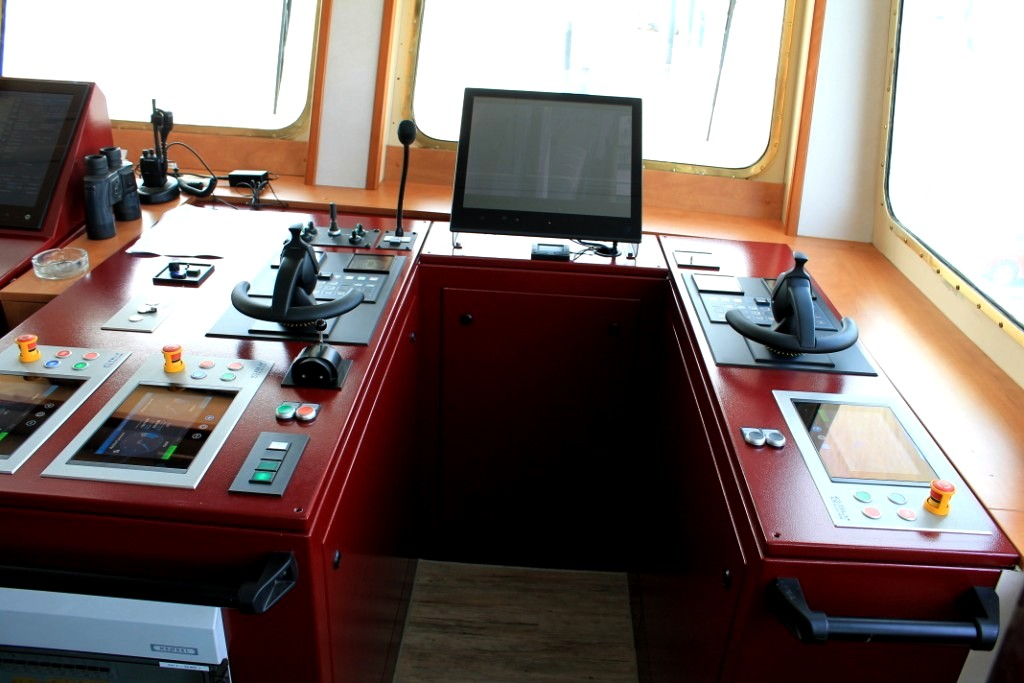
De besturing van het schip aan stuurboordzijde
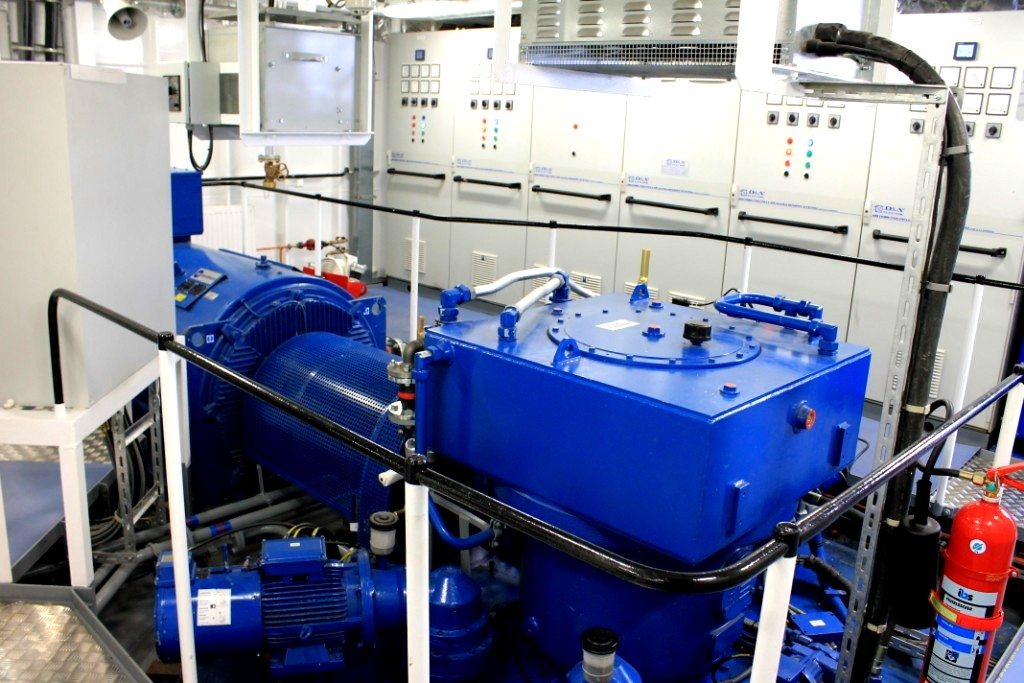
Machinekamer van het schip
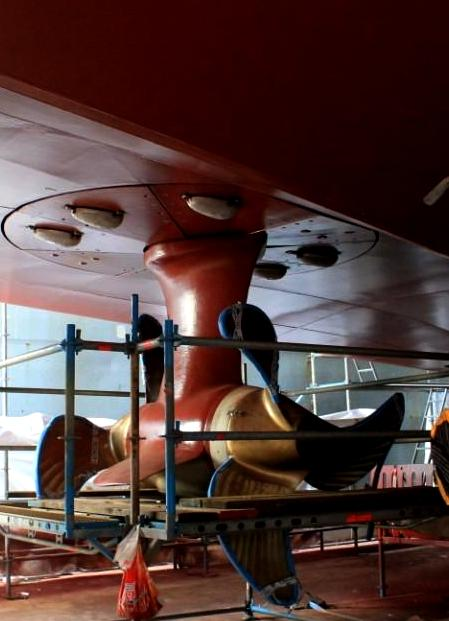
Aandrijving onder het schip